# سرخیو گارسیا (بازیکن گلف)
سرخیو گارسیا (انگلیسی: Sergio García؛ زادهٔ ۹ ژانویهٔ ۱۹۸۰) گلف‌باز اهل اسپانیا است.